# Jörg Freunschlag
Jörg Freunschlag (* 16. Dezember 1942 in Bodensdorf, Gemeinde Steindorf am Ossiacher See; † 17. August 2024 in Villach) war ein österreichischer Bauingenieur und Politiker (FPK, zuvor FPÖ/BZÖ). Freunschlag war Klubobmann im Kärntner Landtag und Erster Landtagspräsident. Freunschlag war 14 Jahre lang bis Juni 2020 Vorsitzender des Aufsichtsrats der Fachhochschule Kärnten.

## Ausbildung und Beruf
Freunschlag besuchte von 1948 bis 1952 die Volksschule in Bodensdorf und im Anschluss bis 1960 das Perau Gymnasium in Villach. Danach studierte Freunschlag von 1960 bis 1965 Bauingenieurwesen in Wien und von 1965 bis 1968 in München. Freunschlag schloss seine Ausbildung mit dem akademischen Grad Dipl.-Ing. ab und absolvierte 1969 den Präsenzdienst. Er gehörte seit dem Studium der Studentenverbindung Verein deutscher Studenten Sudetia zu Wien, zuletzt als Alter Herr, an.
Freunschlag arbeitete von 1970 bis 1974 in der Bundesrepublik Deutschland und übernahm zwischen 1974 und 1982 die Oberbauleitung bei Kanalprojekten im Land Kärnten.

## Politik
Freunschlag war ab 1979 Vizebürgermeister der Gemeinde Steindorf am Ossiacher See und hatte zwischen 1982 und 1985 die Funktion des Bürgermeisters inne. Freunschlag wurde 1979 in den Kärntner Landtag gewählt und übernahm zwischen 1982 und 1986 die Funktion des Klubobmanns in der Kärntner FPÖ. 1986 wechselte Freunschlag in die Kärntner Landesregierung, wo er bis 1989 Landesrat für Straßenbau und zwischen 1991 und 1994 Landesrat für Gewerbe, Wasserrecht und Energie war. Freunschlag kehrte 1994 in den Kärntner Landtag zurück und übernahm bis 1999 die Rolle des Zweiten Landtagspräsidenten.
Infolge Haiders Rücktritt als FPÖ-Landesparteiobmann im Herbst 1998 wurde er Parteiobmann der Kärntner Freiheitlichen. Im November 2001 löste ihn Martin Strutz von dieser Position ab.
1999 wurde er zum Ersten Präsidenten gewählt, eine Rolle, die er bis zu seinem Ausscheiden aus dem Landtag am 13. Dezember 2006 ausübte.
Freunschlag war von April 2004 bis Jänner 2005 Mitglied des Österreich-Konvents. Innerparteilich hatte er von 1989 bis 2003 die Funktion des Bezirksparteiobmanns der FPÖ Feldkirchen inne. Zudem war er von 1998 bis 2001 Landesparteiobmann der FPÖ Kärnten. Nach der Spaltung der FPÖ wechselte Freunschlag wie fast alle Kärntner Landtagsabgeordneten zum BZÖ.
Nach der Spaltung des BZÖ wechselte er zur FPK. Er wurde in Tschöran bestattet.